# Microtus montebelli
Microtus montebelli es una especie de roedor de la familia Cricetidae.

## Distribución geográfica
Es endémica del Japón. 